# Aeroportul Joinville-Lauro Carneiro de Loyola
Aeroportul Joinville-Lauro Carneiro de Loyola (IATA: JOI, ICAO: SBJV) este un aeroport din Santa Catarina, Brazilia ce deservește zona Joinville. Aeroportul a fost tranzitat în 2022 de 247.093 de pasageri. A fost numit după Lauro Carneiro de Loyola⁠(d).
Situat la o altitudine de 5 m, aeroportul dispune de 1 pistă. Este operat de Infraero⁠(d).

## Infrastructură

### Piste
Aeroportul dispune de o singură pistă. Pista 15/33 are suprafața de asfalt și dimensiunile 1.640 m × 45 m. 